# Kỳ hoàng hậu
Hoàn Giả Hốt Đô (chữ Hán: 完者忽都; tiếng Mông Cổ: ᠥᠯᠵᠡᠶᠢᠬᠤᠲᠤᠭ, Chuyển tự Latinh: Ölǰei Khutugh, chữ Mông Cổ: Өлзийхутаг; ? – 1369), còn biết đến với tên gọi Hoàn Giả Đô (完者都) hoặc Kỳ hoàng hậu (奇皇后; 기황후; Empress Gi), là một trong những Hoàng hậu của Nguyên Huệ Tông - vị hoàng đế thứ 11 và là cuối cùng của nhà Nguyên trong lịch sử Trung Quốc.
Theo sử sách, Kỳ hoàng hậu nổi tiếng là thê tử được Huệ Tông sủng ái. Cuộc đời bà trải qua nhiều thăng trầm, bị cống nạp sang nước Nguyên, về sau sinh hạ Hoàng trưởng tử Ái Du Thức Lý Đạt Lạp, cuối cùng trở thành "Đệ nhị Hoàng hậu" rồi "Chính cung Hoàng hậu" của Nguyên Huệ Tông. Thông qua địa vị Hoàng hậu và khả năng hậu cung can chính đặc thù của triều Nguyên, Kỳ hoàng hậu có ảnh hưởng lớn đối với tình hình chính trị giai đoạn Vãn kỳ của triều đại này.
Theo ghi chép từ chính sử, sự ảnh hưởng của bà đều có tích cực lẫn tiêu cực, điểm tiêu cực lớn nhất chính là âm mưu khiến Huệ Tông thiện nhượng cho con trai bà và cuộc chiến đại bại với Cao Ly chỉ vì mối thù gia tộc cá nhân của bà.

## Tiểu sử
Kỳ thị nguyên là người Cao Ly, xuất thân ở Hạnh Châu (幸州; 행주), nay thuộc khu vực của thành phố Goyang, tỉnh Gyeonggi. Tuy Nguyên sử không ghi lại, nhưng nghiên cứu lịch sử Hàn Quốc dựa vào Cao Ly sử thì chỉ ra cha bà có tên là Kỳ Tử Ngao (奇子敖), xuất thân từ gia tộc Hạnh Châu Kỳ thị (幸州奇氏; 행주기씨), tức "Nhà họ Kỳ ở Hạnh Châu", một gia đình tiểu quý tộc khá hưng thịnh.
Ban đầu, Kỳ thị cùng nhiều cô gái khác bị Cao Ly Trung Huệ Vương lên danh sách cống cho nhà Nguyên theo chính sách "Cống nạp con người", vì sau chiến tranh Mông Cổ - Cao Ly, các vị quân chủ của Cao Ly được yêu cầu gửi một số lượng nhất định các cô gái trẻ tuổi xinh đẹp đến Đại Nguyên để hầu hạ như vợ lẽ. Theo sắp xếp, Kỳ thị là cung nữ phụ trách dâng trà, sau được Huệ Tông chú ý mà liền trở thành phi tần. Chế độ hậu phi nhà Nguyên đơn giản, dưới Hoàng hậu chỉ có Phi và Tần, Kỳ thị trong thời gian này không rõ được chia vào như thế nào. Từ khi thụ sủng, Kỳ thị ngày càng được lòng Huệ Tông, ân sủng của bà còn vượt hơn cả Hoàng hậu lúc đó của Huệ Tông là Đáp Nạp Thất Lý, vốn là con gái của quyền thần Yên Thiếp Mộc Nhi. Điều này khiến Hoàng hậu ghen ghét Kỳ thị, thường xuyên ra lệnh đánh đập, ngược đãi. Theo ghi chép thì Huệ Tông không có thái độ gì với Hoàng hậu về việc này.
Chính trị của triều đình nhà Nguyên lúc đó được dẫn đầu bởi thừa tướng là Hữu thừa tướng Bá Nhan và Thái sư Yên Thiếp Mộc Nhi. Năm Chí Thuận thứ 4 (1333), khi Huệ Tông vừa lên ngôi thì Yên Thiếp Mộc Nhi mất, em trai là Tát Đôn lên thay chức "Trung thư tả thừa tướng" (中書左丞相), anh cả của Đáp Nạp Thất Lý là Thái Bình vương Đường Kỳ Thế (kế tước từ cha) làm "Ngự sử đại phu" (御史大夫). Sau đó Tát Đôn mất, Đường Kỳ Thế thay chú nắm chức vụ Tả thừa tướng, tiếp tục là đối trọng với Hữu thừa tướng Bá Nhan bên cánh hữu, nhưng Bá Nhan có lợi thế vì sự ủng hộ của Huệ Tông nên nắm trọn triều chính, khiến Đường Kỳ Thế bất mãn. Năm Nguyên Thống thứ 3 (1335), Đường Kỳ Thế nổi loạn mưu giết Bá Nhan nhưng thất bại và bị giết chết. Đáp Nạp Thất Lý vì cứu em trai Tháp Lạp Hải (người cũng tham gia cuộc binh biến) mà bị Huệ Tông phế truất ngôi Hoàng hậu, sai đem giam cầm ở Khai Bình, cuối cùng bị Bá Nhan hạ độc chết.
Lúc này, Huệ Tông muốn lập Kỳ thị làm Chính cung. Từ khi loại trừ được thế lực của Đường Kỳ Thế, Thừa tướng Bá Nhan khi ấy rất chuyên quyền, không cho Huệ Tông toại nguyện mà hết sức phản đối nên việc này không thành. Đến năm Chí Nguyên thứ 3 (1337), Huệ Tông lập Bá Nhan Hốt Đô của Hoằng Cát Lạt thị làm Kế hoàng hậu.

## Hoàng hậu loạn quốc

### Đệ nhị Hoàng hậu
Tuy không thể để Kỳ thị làm Chính hậu, Huệ Tông vẫn sủng ái Kỳ thị và ít để tâm đến Bá Nhan Hốt Đô Hoàng hậu, tuy nhiên Bá Nhan Hốt Đô là một Hoàng hậu biết phép tắc, cũng không vì thế mà oán trách. Năm Chí Nguyên thứ 5 (1339), Kỳ thị sinh Hoàng trưởng tử, đặt tên là Ái Du Thức Lý Đạt Lạp, nhân đó Sa Lạp Ban (沙剌班) tấu thỉnh Huệ Tông sách phong Kỳ thị làm Đệ nhị Hoàng hậu. Thế rồi sang năm thứ 6 (1340), tháng 4 (ÂL), Kỳ thị được lập làm Đệ nhị Hoàng hậu, cư ngụ tại Hưng Thánh cung (興聖宮).
Theo lệ triều Nguyên, Hoàng đế được lập một lúc nhiều Hoàng hậu, nhưng chỉ có Trung cung là nhận Sách bảo, Kỳ thị là Hoàng hậu nhưng ở dưới Bá Nhan Hốt Đô đang là Trung cung Hoàng hậu, cho nên Kỳ thị trong giai đoạn này được biết đến với danh phận "Đệ nhị Hoàng hậu" (第二皇后) hoặc "Thứ Hoàng hậu" (次皇后). Giám sát Ngự sử tên Lý Tiết (李泌) bất bình chuyện Kỳ thị thân chỉ là một nữ nô lệ Cao Ly mà có thể trở thành Hoàng hậu, bèn can gián bằng lời truyền của Nguyên Thế Tổ Hốt Tất Liệt rằng:「"Thế Tổ có lời răn: Con cháu không được cùng nữ tử Cao Ly phụng sự Tông miếu. Nay bệ hạ tiếp ngôi Thế Tổ, cớ gì quên lời dạy của Thế Tổ, lấy đám đàn bà Cao Ly sung hậu đình, còn để lên ngôi Hậu. Đến nay tai dị xảy ra khắp nơi, động đất chấn kinh, âm thịnh mà dương suy, nào không phải vì cớ ấy? Nay thỉnh hàng Thị ấy làm Phi, Thứ sử Tam thần định vị, thiên tai có thể khỏi"」, nhưng Nguyên Huệ Tông đều không nghe.
Năm Chí Chính thứ 13 (1353), Hoàng trưởng tử Ái Du Thức Lý Đạt Lạp được sách lập làm Hoàng thái tử, địa vị Kỳ hậu cũng có chuyển biến.
Những khi an nhàn, Hoàng hậu Kỳ thị cũng xây dựng cho mình một hình tượng Hoàng hậu ổn trọng, bà liền lấy Nữ Hiếu kinh, Sử thư, mô phỏng hành vi của các Hoàng hậu có tiếng hiền của triều trước trong lịch sử. Gặp khi bốn phương có dâng đồ cống nạp, hoặc có vật trân quý hiếm có được tặng vào triều, Kỳ hoàng hậu đầu tiên đều sai người dâng lên Thái Miếu, sau đó mới dám ăn. Năm Chí Chính thứ 18 (1358), kinh thành gặp đói to, Hậu mệnh quan viên cứu tế. Sau cho lấy ngân lượng và gạo lụa, lại sai Viện sứ của Tư Chính viện là Phác Bất Hoa (朴不花) đến Thập nhất môn ở kinh đô thiết trí mộ táng hơn hàng nghìn xác người chết, số người đến hơn vạn, lại mệnh xây Thủy Lục Đại Hội để phổ độ cho vong hồn các nạn dân. Khi con trai lớn lên, Huệ Tông cho thầy dạy Phật giáo mà không chủ trương dùng Nho giáo, thế là sư phó của Thái tử phải thỉnh mời Kỳ hậu ra khuyên, bà gặp Huệ Tông và nói:「"Thiếp tuy ở thâm cung, học vấn gì cũng không nên hồn, nhưng cũng biết từ xưa đến nay dùng Khổng Tử giáo để trị thiên hạ. Phật giáo tuy tốt, nhưng không thể dùng trị thiên hạ, Bệ hạ sao không đưa về lối chính cho Thái tử?"」, Huệ Tông nghe thấy Kỳ hậu có lý nên bèn nghe theo.

### Ngoại nạn quốc chính
Sau khi Hậu vị của mình trở nên ổn định, Kỳ thị dần bộc lộ ra dã tâm thao túng triều chính của mình. Khi ấy Nguyên Huệ Tông lâm vào trạng thái biếng nhác chính sự, Kỳ hậu cùng Hoàng thái tử Ái Du Thức Lý Đạt Lạp mưu chuyện thiện nhượng, nên ra chỉ dụ cho Phác Bất Hoa lôi kéo Thừa tướng Thái Bình (太平) làm đồng minh, nhưng Thái Bình không đáp ngay mà im lặng. Sau đó, Kỳ hậu lại triệu Thái Bình vào cung, nâng rượu ban cho, lại tự thân trước mặt Thái Bình cầu thỉnh, rốt cuộc Thái Bình cũng chấp thuận, do vậy bà và Thái tử rất cảm kích. Sau đó Huệ Tông nghe biết tâm kế của Kỳ hậu, ông bèn giận dữ mà xa lánh bà, hai tháng liền không triệu gặp. Khi ấy Phác Bất Hoa vì có Kỳ hậu nên mới được sủng ái, nay bị phe cánh đối lập hặc tấu kể tội mà biếm truất, Kỳ hậu bèn dùng Ngự sử đại phu Phật Gia Nô khuyên can biện minh, sau Phật Gia Nô lại mưu hặc tấu thêm tội trạng của Phác Bất Hoa, Kỳ hậu biết trước, bèn lấy Ngự sử hặc tấu Phật Gia Nô, khiến y bị biếm đến Triều Hà.
Khi ấy ở quê nhà, cha bà là Kỳ Tử Ngao đã qua đời, chỉ còn Kỳ thị gia tộc ở Cao Ly do ỷ vào bà mà kiêu hoành tác oai. Tộc trưởng của gia đình bà là anh trai cả của Kỳ thị, tên Kỳ Triệt (奇轍), sau khi Kỳ thị trở thành Thứ Hoàng hậu thì liền thăng quan tiến chức ở cố quốc, thụ tước Đức Thành Phủ viện quân (德城府院君) và giữ nhiều chức trách quan trọng của chính quyền Cao Ly, tối cao nhất là Chính thừa Đại tư đồ (政丞大司徒) hàng Tam công. Nhưng như vậy vẫn không làm thỏa mãn gia tộc Kỳ thị, Đại tư đồ Kỳ Triệt còn lôi kéo hai thế lực khác là Quyền Khiêm (權謙) cùng Lư Triệt (盧頙), đồng ý cùng nhau tạo phản lật đổ Cao Ly Cung Mẫn vương, điều này khiến Cao Ly vương phẫn nộ. Do đó năm Chí Chính thứ 16 (1356), sau khi bắt giữ Kỳ Triệt cùng đồng đảng trong một buổi Đại yến, Cao Ly vương cho giết chết Kỳ Triệt cùng 2 đồng đảng, còn ra lệnh toàn bộ Kỳ thị gia tộc và Quyền thị gia tộc cùng Lư thị gia tộc - những tộc nhân của 3 kẻ tạo phản. Điều này khiến Kỳ hoàng hậu cực kỳ phẫn uất. Năm thứ 23 (1363), bà cho triệu Thái tử đến và nói:「”Con là con ta, sao không nghĩ chuyện giúp ta phục thù?”」, vì thế Kỳ hậu chủ trương cho lập tộc nhân của Cao Ly vương đang ở kinh thành làm Vương, lấy người con gia tộc Kỳ thị là Tam Bảo Nô làm Nguyên tử. Lại mệnh Đồng tri Xu Mật viện Viện sứ Thôi Thiếp Mộc Nhi (崔帖木兒) làm Thừa tướng, dùng hơn 1 vạn quân, lại chiêu mộ thêm quân binh của người Nhật. Khi qua Áp Lục Thủy, phục binh ở sẵn 4 phía, toàn quân đại bại, vỏn vẹn 17 quân kỵ trở về, chuyện này khiến Kỳ hậu cực xấu hổ.
Năm Chí Chính thứ 24 (1364), tháng 7, Bột La Thiếp Mộc Nhi (孛罗帖木兒) dấy binh chấn động kinh sư, Hoàng thái tử xuất bôn đánh dẹp, hạ lệnh thảo phạt Bột La Thiếp Mộc Nhi. Bột La Thiếp Mộc Nhi cả giận, đốc thúc Giám sát ngự sử Võ Khởi Tông tấu lên tố cáo Hoàng hậu phạm vào tội "Ngoại nạo quốc chính" (外撓國政), xin Huệ Tông nên đưa Kỳ hậu ra bên ngoài khác, Huệ Tông xem tấu nhưng lại không đáp. Năm thứ 25 (1365), tháng 3, Kỳ hậu bị cầm tù trong Chư Sắc Tổng quản phủ (諸色總管府), mệnh người trong đảng là Diệu Bá Nhan Bất Hoa (姚伯顏不花) trấn thủ trông coi. Tháng 4, ngày Canh Dần, Bột La Thiếp Mộc Nhi ép bức Kỳ hậu về cung, muốn giành lấy Ấn chương, giả danh Kỳ hậu mà viết thư triệu Thái tử trở về. Hoàng hậu như cũ trở về nơi bị giam, lại hiến mỹ nữ cho Bột La Thiếp Mộc Nhi, qua trăm ngày sau mới bắt đầu hồi cung. Đột ngột sau đó Bột La Thiếp Mộc Nhi chết, Kỳ hậu triệu gấp Hoàng thái tử về kinh sư, truyền chỉ lệnh cho Khoách Khuếch Thiếp Mộc Nhi cử binh sĩ đón Thái tử nhập thành, muốn nhanh chóng ép Huệ Tông nhượng vị. Khoách Khuếch Thiếp Mộc Nhi biết ý này, khi đưa đến kinh sư cách còn 30 dặm thì lập tức đưa quân về doanh trại, Hoàng thái tử rất cảm kích.

### Chính vị Trung cung
Cũng trong năm Chí Chính thứ 25, tháng 8 (ÂL), Chính cung Hoàng hậu là Bá Nhan Hốt Đô băng thệ. Tháng 12 cùng năm, các đại thần Trung thư tỉnh tấu lập Đệ nhị Hoàng hậu Kỳ thị làm Kế hoàng hậu, Huệ Tông không đáp. Sau lại tấu đổi Tư Chính viện làm Sùng Chính viện, mà Trung Chính viện cũng kiêm Kỳ hậu làm chủ, Huệ Tông mới bèn cho tiến hành lễ thụ Sách bảo cho Kỳ hoàng hậu, đồng thời cũng ra chỉ cải họ Kỳ của bà thành Túc Lương Hợp thị (肅良合氏) để thuận lý thành chương cho bà kế vị Trung cung, cũng lệnh truy tặng 3 đời tước Vương.
Sách văn viết:
| “                                               | 坤以承乾元，人道莫先於夫婦；后以母天下，王化實始於家邦。典禮之常，古今攸重。咨爾肅良合氏，篤生名族，來事朕躬。儆戒相成，每勤於夙夜；恭儉率下，多歷於歲年。既發祥元子於儲闈，復流慶孫枝於甲觀。眷若中宮之位，允宜淑配之賢。宗戚大臣，況僉言而敷請；掖庭諸御，咸傾望以推尊。乃屢遜辭，尤可嘉尚。今遣攝太尉某持節授以玉冊玉寶，命爾為皇后。於戲！慎修壺政，益勉爾輔佐之心；昭嗣徽音，同保我延洪之福。其欽寵命，以衍壽祺。 . Khôn dĩ thừa càn nguyên, nhân đạo mạc tiên vu phu phụ; hậu dĩ Mẫu thiên hạ, vương hóa thật thủy vu gia bang. Điển lễ chi thường, cổ kim du trọng. Tư nhĩ Túc Lương Hợp thị, đốc sinh danh tộc, lai sự trẫm cung. Cảnh giới tương thành, mỗi cần vu túc dạ; cung kiệm suất hạ, đa lịch vu tuế niên. Ký phát tường Nguyên tử vu Trữ vi, phục lưu khánh tôn chi vu giáp quan. Quyến nhược Trung cung chi vị, duẫn nghi thục phối chi hiền. Tông thích đại thần, huống thiêm ngôn nhi phu thỉnh; dịch đình chư ngự, hàm khuynh vọng dĩ thôi tôn. Nãi lũ tốn từ, vưu khả gia thượng. Kim khiển nhiếp Thái úy mỗ trì Tiết thụ dĩ Ngọc sách Ngọc bảo, mệnh nhĩ vi Hoàng hậu. Vu hí! Thận tu hồ chính, ích miễn nhĩ phụ tá chi tâm; chiêu tự huy âm, đồng bảo ngã duyên hồng chi phúc. Kỳ khâm sủng mệnh, dĩ diễn thọ kỳ. | ” |
| — Sách văn Hoàng hậu Kỳ thị chính vị Trung cung | |   |

## Kết cục
Vào những năm cuối đời Chí Chính, triều đình nhà Nguyên đại loạn, khởi nghĩa nông dân khắp nơi. Năm Chí Chính thứ 28 (1368), thủ lĩnh khởi nghĩa Khăn Đỏ tên là Chu Nguyên Chương nổi dậy đánh đuổi được quân Nguyên khỏi Trung Quốc, dành quyền tự chủ cho người Hán, thiết lập nhà Minh trong lịch sử Trung Quốc rồi sai Từ Đạt kéo 25 vạn quân Bắc tiến tấn công vào kinh đô nhà Nguyên. Nguyên Huệ Tông sai Khoách Khuếch Thiếp Mộc Nhi điều động binh lực nghênh chiến nhưng thất bại. Cùng đường, Huệ Tông mang quần thần và gia quyến chạy khỏi Đại Đô đến Thượng Đô, Mông Cổ. Tại đây, ông lập ra nhà Bắc Nguyên và xưng Khả hãn.
Năm sau (1369), Kỳ hoàng hậu qua đời, không rõ bao nhiêu tuổi. Cũng trong năm đó quân Minh đánh đến Thượng Đô, Huệ Tông phải chạy lên Ứng Xương. Sau đó, Huệ Tông vì kiết lỵ mà qua đời, Thái tử Ái Du Thức Lý Đạt Lạp kế vị, tức Nguyên Chiêu Tông, truy thuỵ hiệu cho bà là Phổ Hiển Thục Thánh Hoàng hậu (普顯淑聖皇后).

## Trong văn hóa đại chúng
| Năm  | Phim điện ảnh và truyền hình | Diễn viên  | Nhân vật                       |
| 2005 | Shin Don                     | Kim Hye-ri | Hoàng hậu Ki                   |
| 2013 | Hoàng hậu Ki                 | Ha Ji Won  | Ki Seung Nyang (Ki Thừa Nương) |